# Santo Cristo (bairro do Rio de Janeiro)
Santo Cristo é um pequeno bairro portuário situado no extremo norte da Zona Central do município do Rio de Janeiro. Localizado na Zona Portuária carioca, defronte aos píeres e ancoradouros, junto ao efervescente bairro da Gamboa. O bairro deve seu nome à Paróquia Santo Cristo dos Milagres, construída em frente ao cais do porto. O Bairro fica no limite do centro da cidade com a Zona Norte e tem como vizinhos Caju, São Cristóvão, Praça da Bandeira, Cidade Nova, Centro e Gamboa.
Seu IDH, no ano 2000, era de 0,792, o 97º melhor do município do Rio de Janeiro.

## História
O bairro de Santo Cristo foi povoado por portugueses que desembarcavam no cais do porto e lá se instalavam comercial e residencialmente. Esta é a origem dos sobrados dúplex, que consistiam em residência no segundo andar e comércio no andar térreo.
O bairro foi importante na região que corresponde aos atuais bairros portuários cariocas, tendo papel fundamental na estruturação da malha urbana, identidade cultural e história popular da cidade do Rio de Janeiro. É um dos poucos locais da cidade onde o traçado urbano e as formas de uso residencial trazem, ainda hoje, a autenticidade do momento de sua produção. Seus caminhos sinuosos, suas muitas escadinhas, travessas, becos, adros, escadarias e ladeiras guardam mais de quatrocentos anos de história e são uma memória viva do "morar carioca".
O comércio e a tortura de escravos marcaram muito a história do bairro. O grande número de escravos pobres e doentes, por exemplo, contribuiu para a inauguração do primeiro hospital da cidade, chamado de Nossa Senhora da Saúde.
A influência do catolicismo também se fez muito presente no bairro. Seu nome deve-se a igreja que se localiza na praça de Santo Cristo, chamada Santo Cristo dos Milagres - nome que provém da imagem do padroeiro trazida dos Açores em Portugal. Contam os mais antigos que navegadores portugueses bateram em uma rocha no meio do mar, mas não naufragaram. Atribuíram o milagre à imagem do Santo que era levada na embarcação.
No bairro foi construído um condomínio, que hoje, depois da grande marginalidade local, virou parte da comunidade da Providência, e um clube para lazer dos familiares dos trabalhadores do cais. Esse condomínio fica localizado na Rua da América. Hoje, com o cais do Porto praticamente desativado, virou local de eventos cada vez mais concorridos, como festas rave e exposições de arte moderna.
De acordo com moradores do local, o bairro jamais foi calmo, mas à noite é pior ainda, mas as pessoas curtem o que tem de melhor no lugar, bares e festa ao redor. Apesar de tudo, há uma bela vista para o mar e para a Baía de Guanabara.
Com a construção, nas proximidades, da Vila Olímpica da Gamboa, do Aquário Municipal e da Cidade do Samba, além do clube dos Portuários, sede das escolas de samba Unidos da Tijuca e Alegria da Zona Sul, mesmo sendo oriundas de outros bairros.  vem reagindo aos poucos, e lutando contra a decadência que dele tomou conta na segunda metade do século XX. De local praticamente abandonado que foi ao atual status de bairro de passagem em direção à renascente Gamboa e ao Centro, começa lentamente a valorizar-se, apesar de ainda ser considerado por muitos uma espécie de "local de risco".
A Rodoviária Novo Rio, bem como o Morro do Pinto, localizam-se no bairro.